# ديزموند أودونيل
ديزموند أودونيل (بالإنجليزية: Desmond O'Donnell)‏ هو لاعب اتحاد الرغبي نيوزلندي، ولد في 7 أكتوبر 1921 في بالميرستون نورث في نيوزيلندا، وتوفي في 18 يناير 1992 في ويلينغتون في نيوزيلندا.